# Осляна
Осляна — деревня в составе Краснокамского городского округа в Пермском крае России.

## История
В 1869 году в деревне было учтено 4 двора и 19 жителей. До 2018 года входила в Оверятское городское поселение Краснокамского района. После упразднения обоих муниципальных образований вошла в состав образованного муниципального образования Краснокамского городского округа. Представляет собой типичную дачную деревню, хозяева домов которой прописаны в Краснокамске и Перми. Большую часть территории деревни занимают садоводческие товарищества «Радуга», «Дружба» и «Осляны».

## География
Деревня находится на левом берегу Ласьвы примерно в 1 километре на юг от села Мысы неподалёку от трассы М-7, примыкая к северной границе Кировского района города Перми.
Климат
Климат умеренно континентальный. Наиболее тёплым месяцем является июль, средняя месячная температура которого 17,4—18,2 °C, а самым холодным январь со среднемесячной температурой −15,3…−14,7 °C. Продолжительность безморозного периода 110 дней. Снежный покров удерживается 170—180 дней.

## Население
Постоянное население составляло 13 человек в 2002 году, 24 человека в 2010 году.
Национальный состав
Согласно результатам переписи 2002 года, в национальной структуре населения русские составляли 100 %

## Транспорт
Остановка «Пионерлагерь» пригородного автобусного маршрута Краснокамск-станция Курья.